# Павле Јовановић Старији
Павле Јовановић (Вуковар, 6. август 1808 — Пешта, 14. април 1891) био је српски адвокат и публициста.

## Образовање и рад
Павле се родио на Преображење 1808. године, мајка му је била Ана ћерка вуковарског проте Игњатовића, а отац Стеван био је абаџија.
Основну школу и први разред Гимназије завршио је у Вуковару, а следећа три разреда Гимназије је завршио у Осијеку 1822-1824. Наредне године завршио је пети разред у Калочи, а шести у Печују 1826. године, све са одличним успехом. У Сегединском Лицеју слушао је филозофију 1827. заједно са владиком Ареснијем Стојковићем, а потом је 1828. године наставио студије на евангелистичком Лицеју у Мезеберину где му је професор био Адам Бенке.
Правне науке је учио у Шарошпатаку, и од 1830. ради у адвокатској канцеларији код адвоката и књижевника Теодора Павловића у Пешти. Овде је 26. јуна 1831. године положио адвокатски испит и постао адвокат у својој двадесет и тећој години. 
Са Теодором Павловићем издавао је Српски лист, а био је и конзисторијални секретар у Плашком под горњокарловачким вадиком Евгенијем Јовановићем.
Познавао је и Вука Караџића коме је помгао у прикупљању народних умотворина и обичаја. Једном приликом писало је Гајевим Народним новинама:
У Загреб је приспео Вук Караџић, кога прати Павле Јовановић адвокат, жарки родољуб у послу купљења народнога блага.
Павле се такође познавао и са Симом Милутиновићем Сарајлијом. 
Павлов рад се може поделити у два периода: од 1842-1843 када се бавио „лепом књигом” и од 1848. када е бавио правом, правним и политичким питањима. Сви његови белетристички радови написани су са намером да едукују читаоца и буду му разумљиви и читљиви. У другом делу његовог рада у многим листовима, међу којима су и Српске новине, Позорник, Српски Дневник и Србобран, бавио се српском Војводином, те је 1864. и 1865. године претресао предлоге Српског Народног Сабора (Синода). Када је Светозар Милетић покренуо часопис Застава у њој је расправљао државно-правна питања Троједне Краљевине. Био је велики противник спахилука.
Павле Јовановић био је учесник у револуцији 1848. године, уговарао је и савез народне одбране а баном Јелачићем. 